# Pleasant Plains (Illinois)
Pleasant Plains è un villaggio degli Stati Uniti d'America, situato nello Stato dell'Illinois, nella contea di Sangamon.